# Hajduki Nyskie
Hajduki Nyskie (deutsch: Heidau) ist ein Ort in der Stadt- und Landgemeinde Nysa (Neisse) im Powiat Nyski der Woiwodschaft Opole (Oppeln) in Polen.

## Geographie
Hajduki Nyskie liegt etwa fünf Kilometer südlich von Nysa und etwa 61 Kilometer südwestlich von Opole in der Schlesischen Tiefebene an der Straße nach Stary Las (Altewalde). Durch den Ort fließt die Kamienica (Kamitz). Westlich des Dorfes verläuft die Bahnstrecke Katowice–Legnica.
Nachbarorte von Hajduki Nyskie sind im Norden Nysa (Neisse), im Nordosten Niwnica (Neunz), im Südosten Kępnica (Deutsch Kamitz), im Südwesten Przełęk (Preiland) und im Westen Podkamień (Steinhübel).

## Geschichte

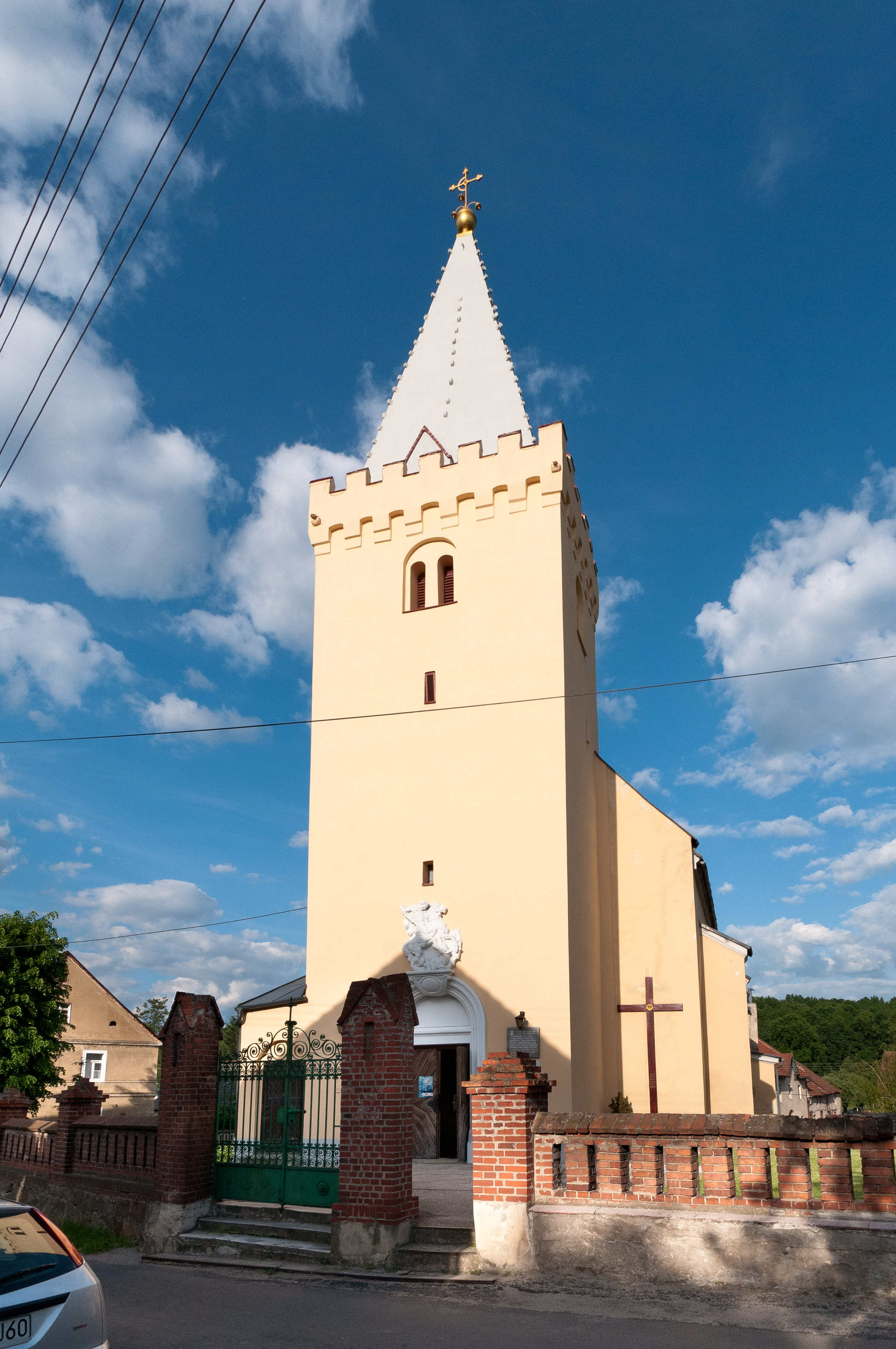
St.-Georg-Kirche

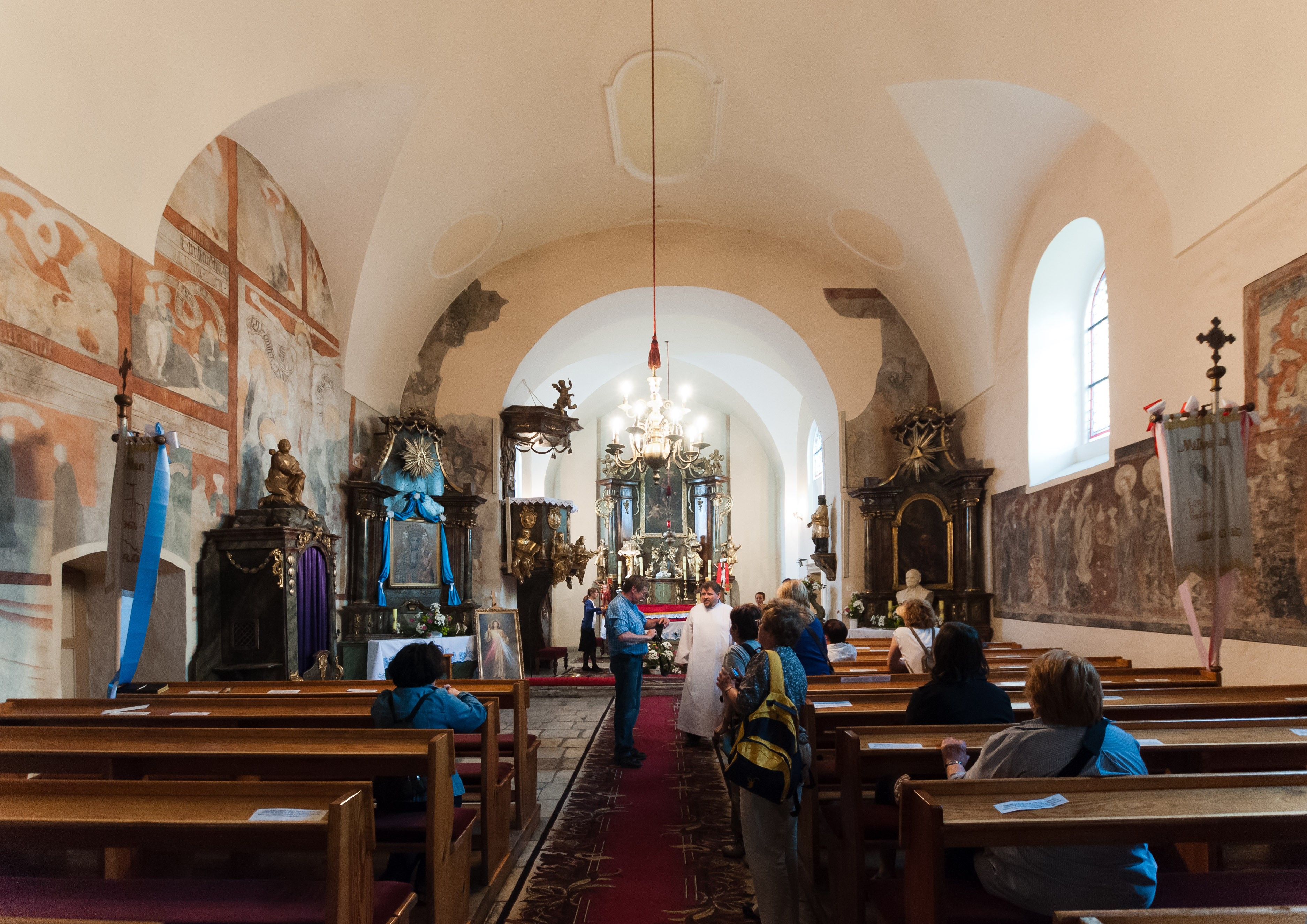
Innenraum der St.-Georg-Kirche

„Villa Heyda“ wurde erstmals im Jahre 1263 urkundlich erwähnt. Nach dem Breslauer Zehntregister Liber fundationis episcopatus Vratislaviensis besaß es 47 Hufen, von denen zwei der Kirche und neun dem Schulzen gehörten. Der Name Heidau deutet auf eine Gründung durch deutsche Siedler hin. 1369 wird der Ort als Heida erwähnt. Für Heidau lässt sich frühzeitig eine Schule nachweisen; für 1570 wird ein Kirchschreiber erwähnt, der zweifellos im Ort Schule hielt. Wegen der Nähe zu Neisse hatte Heidau öfter unter marodierendem Kriegsvolk zu leiden. Im Dreißigjährigen Krieg waren die Schweden mehr als einmal hier, zuletzt im Dezember 1649, also noch nach dem Friedensschluss von 1648.
Nach dem Ersten Schlesischen Krieg 1742 fiel Heidau mit dem größten Teil Schlesiens an Preußen. Nach der Neuorganisation der Provinz Schlesien gehörte die Landgemeinde Heidau ab 1816 zum Landkreis Neisse. Das zweistöckige Schulhaus wurde 1840 errichtet. 1845 bestanden im Dorf eine katholische Kirche, eine katholische Schule und 140 weitere Häuser. Im gleichen Jahr lebten in Heidau 760 Menschen, davon zwei evangelisch. 1865 zählte der Ort eine Erbscholtisei, 25 Bauernhöfe, 34 Gärtner- und 52 Häuslerstellen. 1874 wurde der Amtsbezirk Deutsch Kamitz gegründet, dem die Landgemeinden Deutsch Kamitz und Heidau sowie der Gutsbezirk Deutsch Kamitz eingegliedert wurden. 1885 zählte Heidau 800 Einwohner.
Im Jahr 1925 besuchten 105 Kinder die dreiklassige Schule. 1933 lebten in Heidau 804 Einwohner. Im Ort gab es einen Bäcker, eine Baumschule, zwei Dachdecker, zwei Fleischer, einen Friseur, einen Gartenbaubetrieb, zwei Gasthöfe, drei Gemischtwarenläden, drei Imkereien, einen Maler, eine Mühle, zwei Schmiede, zwei Schneider, drei Schuhmacher, einen Stellmacher, drei Tischler, zwei Viehhandlungen, eine Spar- und Darlehenskasse und eine Elektrizitäts-Genossenschaft. 1939 lebten 770 Einwohner im Ort. Bis 1945 befand sich der Ort im Landkreis Neisse.
Als Folge des Zweiten Weltkriegs fiel Heidau 1945 mit dem größten Teil Schlesiens an Polen. Nachfolgend wurde es in Hajduki Nyskie umbenannt. Die ortsansässige deutsche Bevölkerung wurde – soweit sie nicht vorher geflohen war – vertrieben. Die neu angesiedelten Bewohner waren teilweise Zwangsumgesiedelte aus Ostpolen, das an die Sowjetunion gefallen war.
Am 15. Juli 2010 verlief im Rahmen der in Prudnik organisierten 6. Europäischen Radtourismuswoche, an der Radfahrer aus ganz Europa teilnahmen, die Route Auf den Spuren der seligen Maria Luiza Merkert durch Hajduki Nyskie.

## Sehenswürdigkeiten
- Die römisch-katholische St.-Georg-Kirche (Kościół św. Jerzego) ist eine frühgotische Saalkirche aus der zweiten Hälfte des 13. Jahrhunderts. 1502 wurde berichtet, die Kirche sei eine Filiale von Hermannstein; das blieb sie bis ins 20. Jahrhundert. Die Kirche besitzt ein dreijochiges Langhaus und einen Chor auf einem quadratischen Grundriss. Der Glockenturm auf quadratischen Grundriss ist mit einem Zinnenkranz ausgestattet. Die Sakristei wurde in der ersten Hälfte des 19. Jahrhunderts angebaut. 1883 und 1939 erfolgten Renovierungen an der Kirche. Im Inneren befinden sich Wandmalereien aus dem 15. und frühen 16. Jahrhundert. Der Hauptaltar mit einem Gemälde des hl. Georg wurde 1800 im Stil des Rokoko errichtet. Die Kanzel entstand in der Wende vom 18. zum 19. Jahrhundert.[8] 1964 wurde die Kirche unter Denkmalschutz gestellt.[9]
- Wegekapelle aus Backstein mit Marienfigur
- Steinernes Wegekreuz
- Hölzernes Wegekreuz

## Bevölkerungsentwicklung
1784:  598 Einwohner, 87 Stellen
1845:  760 Einwohner, 140 Häuser
1895:  846 Einwohner, 131 Häuser, 189 Haushalte
1939:  769 Einwohner, 205 Haushalte
2007:  685 Einwohner
2011:  707

## Vereine
- Fußballverein LZS Hajduki Nyskie

## Persönlichkeiten
- Otto Kretschmer (1912–1998), deutscher Marineoffizier, erfolgreichster U-Boot-Kommandant im Zweiten Weltkrieg, geboren in Heidau